# 阿伦尼乌斯陨击坑
阿伦尼乌斯陨击坑（Arrhenius）是火星埃里达尼亚区的一座撞击坑，其中心坐标位于南纬40.3度、西经237.4度处，直径129公里（80.2英里），其名称取自瑞典化学家斯万特·奥古斯特·阿伦尼乌斯，1973年，被国际天文联合会正式批准接受。
从图像中可明显看出以前冰川活动的证据，该陨击坑外似乎也有分支河道。

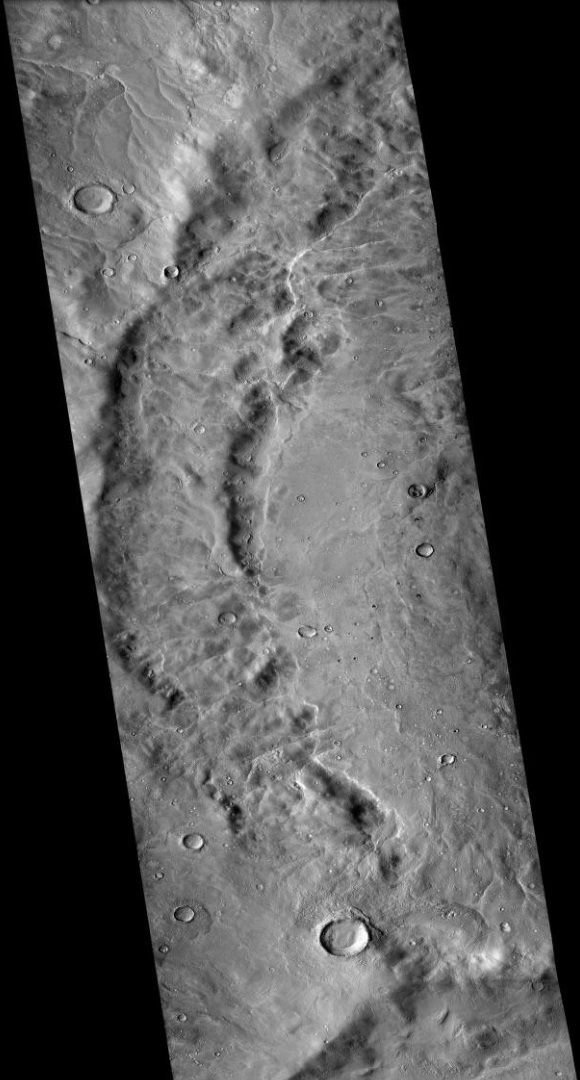
火星勘测轨道飞行器背景相机拍摄的阿伦尼乌斯陨击坑。
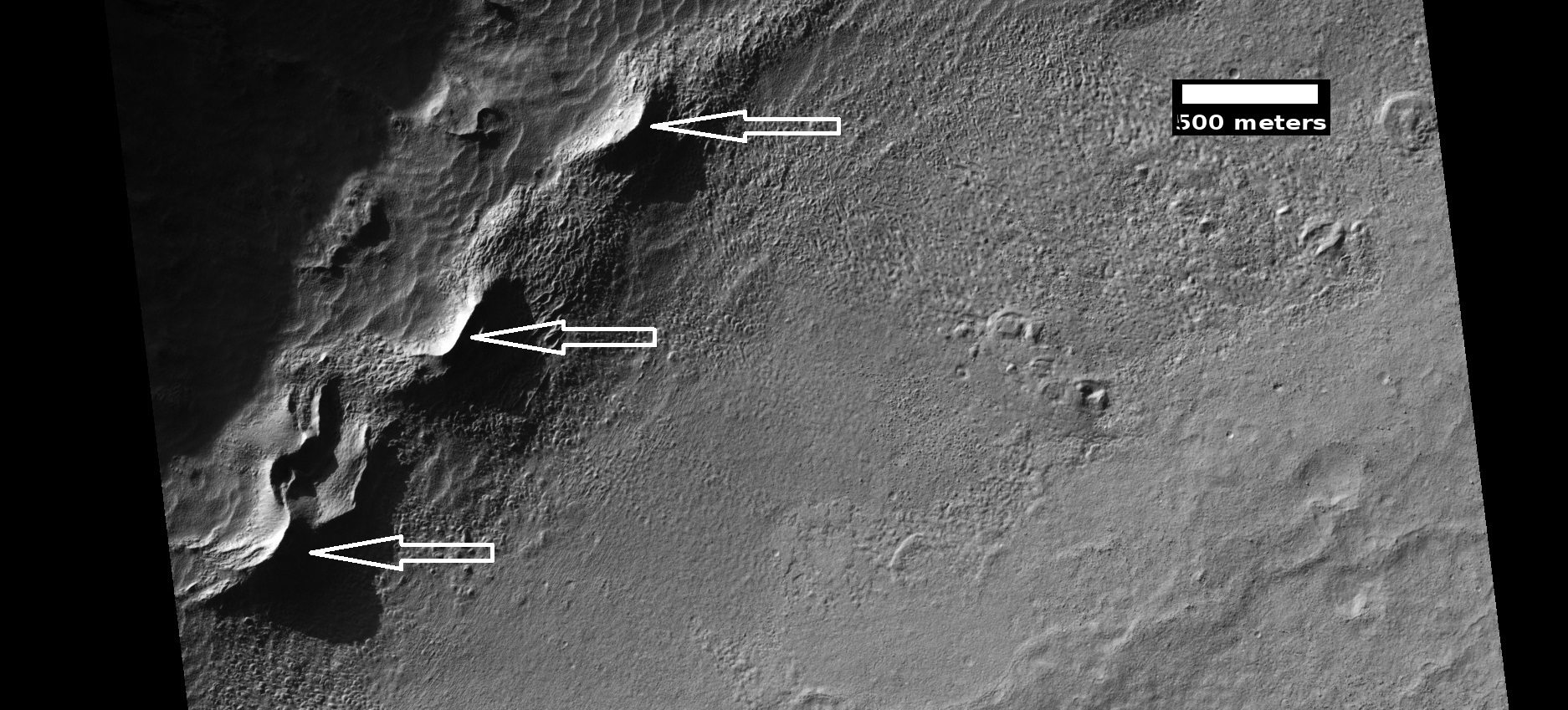
HiWish计划下高分辨率成像科学设备显示的阿伦尼乌斯陨击坑中的冰川特征，箭头指向古冰川。

## 另请查看
- 行星体系命名法
- 火星撞击坑
- 撞击坑
- 火星水文
- 火星气候